# Carl von Stenglin

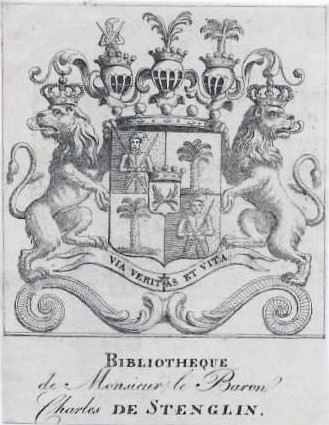
Wappen-Exlibris von Carl von Stenglin

Carl Wulf Ulrich Freiherr von Stenglin, auch Karl Wulf(f) Ulrich von Stenglin, Karl Wolf Ulrich von Stenglin, Baron Charles de Stenglin (* 12. August 1791 in Kiel; † 15. März 1871 in Genf), war der letzte Domherr im Fürstentum Lübeck.

## Leben
Carl von Stenglin stammte aus der älteren Linie des Patrizier- und Adelsgeschlechts von Stenglin. Er war ein Sohn des mecklenburgischen Kammerherrn Conrad Philipp von Stenglin (* 1749 in Hamburg; † 1835 in Ratzeburg) auf Plüschow (bis 1802) und Renzow und seiner Frau Luise, geb. von Stralendorff (1751–1838).
Am 4. Juni 1802 erhielt er eine Domherren-Präbende im Lübecker Domkapitel, auf die Hans Detlef von Hammerstein zu seinen Gunsten verzichtete. Damit wurde er der letzte Domherr vor der Säkularisation des Hochstifts Lübeck im Reichsdeputationshauptschluss 1803. Wie alle zu diesem Zeitpunkt existierenden Präbenden, behielt Stenglin seine Privilegien und Einkünfte auf Lebenszeit. Seit den 1860er Jahren war er der einzige noch lebende Domherr.
Am 24. Januar 1822 heiratete er in Kassel Gräfin Karoline von Hessenstein (* 16. Februar 1804; † 18. März 1891 in Montreux), das zehnte Kind des hessischen Landgrafen und (ab 1803) Kurfürsten Wilhelm I. aus seiner Beziehung mit Karoline von Schlotheim. Das Paar lebte vor allem in Genf, wo Carl von Stenglin 1871 starb. Alle drei Söhne wurden k.u.k. Offiziere: Wilhelm von Stenglin (* 9. Januar 1823 in Kassel) fiel als Oberstleutnant 1866 in der Schlacht bei Trautenau, Emil Wolff von Stenglin (1827–1889) war zuletzt Rittmeister und Oswald Wolff von Stenglin (1834–1888) zuletzt Hauptmann.